# Pokrajinsko vijeće nacionalnih zajednica
Pokrajinsko vijeće nacionalnih zajednica (srp. Покрајински савет националних заједница) je političko povremeno radno tijelo autonomne pokrajine Vojvodine. 
Prijedlog o osnivanju ovog vijeća usvojila je vojvođanska vlada na sjednici 10. srpnja 2013. godine. 

## Zadaće
Zadaća ovog vijeća jest:
- skrbiti o očuvanju, unapređenju i zaštiti nacionalnih, vjerskih, jezičnih i kulturnih posebnosti pripadnika nacionalnih zajednica u Vojvodini
- pratiti i razmatrati ostvarivanje prava nacionalnih zajednica
- pratiti i razmatrati stanje međunacionalnih odnosa u Vojvodini
- predlagati mjere za unapređenje ravnopravnosti pripadnika nacionalnih zajednica
- pratiti ostvarivanje suradnje nacionalnih vijeća nacionalnih zajednica s mjerodavnim republičkim i pokrajinskim tijelima, gradovima i općinama u Vojvodini
- surađivati s Vijećem za nacionalne manjine Republike Srbije i inim tijelima
- razmatrati uvjete za rad nacionalnih vijeća
- razmatrati suradnju nacionalnih vijeća s međunarodnim i regionalnim organizacijama, državnim tijelima, organizacijama i ustanovama u njihovim matičnim državama, te s nacionalnim vijećima u drugim državama.

## Članovi
Članstvo ovog vijeća činit će petero članova Pokrajinske vlade. Unutar tih pet članova bit će predsjednik i zamjenik predsjednika, predsjednici nacionalnih vijeća nacionalnih manjina sa sjedištem u Vojvodini, te direktor Ureda za inkluziju Roma. 